# عثمان بك البرديسي
عثمان بك البرديسي المرادي 
وسمي البرديسي لأنه تولى كشوفية برديس بقبلي فعرف بذلك واشتهر به تقلد الأمرية والصنجقية في سنة عشر ومائتين وألف وتزوج ببنت أحمد فعرف بذلك واشتهر به تقلد الأمرية والصنجقية في سنة عشر ومائتين وألف وتزوج ببنت أحمد كتخدا علي وهي أخت علي كاشف الشرقية وعمل لها مهما وذلك قبل أن يتقلد الصنجقية وسكن بدار علي كتخدا الطويل بالأزبكية واشتهر ذكره وصار معدودًا من جملة الأمراء ولما قتل عثمان بك البرديسي المرادي بساحل أبو قير 
ورجع من رجع إلى قبلي كان الألفي إلى بلاد الإنكليز تعين المترجم بالرياسة على خشدشينه مع مشاركة بشنك بك الذي عرف بالألفي الصغير فلما حضروا إلى مصر في سنة ثمان عشرة بعد خروج محمد باشا خسرو وقتل طاهر باشا انضم إليه محمد علي باشا وكان إذ ذاك سرششمة العساكر وتواخى معه وصادقه ورمح في ميدان غفلته وتحالفا وتعاهدا على المحبة والمصافاة وعدم خيانة أحدهما للآخر وأن يكون محمد علي باشا وعساكره الأروام أتباعًا له وهو الأمير المتبوع فانتفخ جأشه لأنه كان طائش العقل مقتبل الشبيبة فاغتر بظاهر محمد علي باشا لأنه حين عمل شغله في مخدومه محمد باشا وبعده طاهر باشا دعا الأمراء المصريين وأدخلهم إلى مصر
وانتسب إلى إبراهيم بك الكبير لكونه رئيس القوم وكبيرهم. وعين لإبراهيم بك خرجًا وعلوفة مثل أتباعه وسبره واختبره فلم ترج سلعته عليه ووجده حريصًا على دوام التراحم والألفة والمحبة وعدم التفاشل في عشيرته وأبناء جنسه متحرزًا من وقوع ما يوجب التقاطع والتنافر في قبيلته. فلما أيس منه مال عنه وانضم إلى المترجم واستخفه واحتوى على عقله وصاحبه وصادقه وصار يختلي معه ويتعاقر معه الشراب ويسامره ويسايره حتى باح له بما في ضميره من الحقد لإخوانه وتطلب الانفراد بالرياسة فصار يقوي عزمه ويزيد في إغرائه ويعده بالمعاونة والمساعدة على إتمام قصده. ولم يزل به حتى رسخ في ذهن المترجم نصحه وصدقه كل ذلك توصلًا لما هو كامن في نفسه من إهلاك الجميع ثم أشار عليه ببناء أبراج حول داره التي سكن بها بالناصرية فلما أتمها أسكن بها طائفة من عساكره كأنهم محافظون لما عساه أن يكون. ثم سار معه إلى حرب محمد باشا خسرو بدمياط فحاربوه وأتوا به أسيرًا وحبسوه.
ثم فعلوا بالسيد علي القبطان مثل ذلك ثم كائنة علي باشا الطرابلسي وقتله وقد تقدم خبر ذلك كله وجميعه ينسب فعله للمصريين. ولم يبق الإيقاع بينهم فكان وصول الألفي عقب ذلك فأوقعوا به وبجنده ما تقدم ذكره وتفاشلوا وتفرقوا بعد جمعهم وقلوا بعد الكثرة. ثم أشار على المترجم المصادق الناصح بتفريق أكثر الجمع الباقي في النواحي والجهات البعض منهم لرصد الألفي والقبض عليه وعلى جنده والبعض الآخر لظلم الفلاحين في البلاد ولم يبق بالمدينة غير المترجم وإبراهيم بك الكبير وبعض أمراء. فعند ذلك سلط محمد علي العساكر بطلب علائفهم المنكسرة فعجزوا عنها فأراد المترجم أن يفرض على فقراء البلدة فرضة بعد أن استشار الأخ النصوح وطافت الكتاب في الحارات والأزقة يكتبون أسماء الناس ودورهم ففزعوا وصرخوا في وجوه العسكر فقالوا نحن ليس لنا عندكم شيء ولا نرضى بذلك وعلائفنا عند أمرائكم ونحن مساعدون لكم. 
فعند ذلك قاموا على ساق وخرجت نساء الحارات وبأيديهم الدفوف يغنون ويقولون:
إيش تأخذ من تفليسي يا برديسي
وصاروا يسخطون على المصريين ويترضون عن العسكر وفي الحال أحاطت العسكر ببيوت الأمراء ولم يشعر البرديسي إلا والعسكر الذين أقامهم بالأبراج لتي بناها حوله ليكونوا له عزًا ومنعة يضربون عليه ويحاربونه ويريدون قتله وتسلقوا عليه فلم يسع الجميع إلا الهروب والفرار وخرجوا خروج الضب من الوجار وذهب المترجم إلى الصعيد مذؤمًا مدحورًا مذمومًا مطرودًا وجوزي مجازاة من ينتصر بعدوه ويعول عليه ويقص أجنحته برجليه وكالباحث على حتفه بظلفه والجادع بظفره مأرن أنفه ولم يزل في هجاج وحروب كما سطر في السياق ولم ينتصر في معركة ولم يزل مصرًا على معاداة أخيه الألفي وحاقدًا عليه وعلى أتباعه حريصًا على زلاته وأعظمها قضية القبودان وموسى باشا إلى غير ذلك وكان ظالمًا غشومًا طائشًا سييء التدبير وقد أوجده الله جل جلاله وجعله سببًا لزوال عزهم ودولتهم واختلال أمرهم وخراب دورهم وهتك أعراضهم ومذاتهم وتشتيت جمعهم ولم يزل خبثه مرض ومات بمنفلوط ودفن هناك.